# Mörling
Mörling är en svensk adelsätt, adlad den 5 april 1688, introducerad 1689 med nummer 1130. Utdöd 21 december 1747. Ätten är av samma ursprung som den adliga ätten Gyldenbring. Ätten har sitt ursprung i revisionssekreteraren Lars Månsson Mörling, som adlades med samma efternamn. Ätten är befryndad med den fortlevande släkten Meurling. Namnet kommer från Mörlunda socken i Småland.